# National Lampoon's European Vacation
National Lampoon's European Vacation is een Amerikaanse komische film uit 1985 geschreven door John Hughes en geregisseerd door Amy Heckerling.
European Vacation is de tweede film in een reeks van vier Vacation-films met Chevy Chase en Beverly D'Angelo in de hoofdrollen. De rollen van Audrey en Rusty Griswold worden vertolkt door respectievelijk Dana Hill en Jason Lively.

## Verhaal
In deze film doen de Griswolds mee aan een televisiequiz waarmee ze een reis naar Europa kunnen winnen. Ze moeten het hierbij (verkleed als varken, volgens de regels van het spel) opnemen tegen een gezin dat bekendstaat om zijn slimheid. Uiteindelijk winnen de Griswolds en mogen zij op vakantie naar Europa. In Europa bezoeken ze Groot-Brittannië, Frankrijk, Duitsland en Italië. Natuurlijk gaat er weer het een en ander mis tijdens hun reis en komen ze de vreemdste personen tegen. Rusty ontmoet enkele meisjes, ze worden beroofd van hun videocamera en ze zorgen voor heel wat ravage. Bij Stonehenge laten ze bijvoorbeeld (door een ongeluk) alle stenen omvallen.

## Rolverdeling
Hoofdpersonages:
| Acteur                   | Personage        |
| ------------------------ | ---------------- |
| Clark Griswold           | Chevy Chase      |
| Ellen Griswold           | Beverly D'Angelo |
| Audrey Griswold          | Dana Hill        |
| Russell 'Rusty' Griswold | Jason Lively     |
| Engelse man op fiets     | Eric Idle        |
| Dief van de videocamera  | Didier Pain      |
| Dief                     | Victor Lanoux    |

## Trivia
- Dit is de enige Vacation-film waarin Eddie (Randy Quaid) en Catherine (Miriam Flynn) en hun gezin niet voorkomen.
- Het was eigenlijk de bedoeling om dezelfde acteurs te vragen voor de rollen van Audrey en Rusty Griswold, maar omdat Anthony Michael Hall (Rusty in de eerste film) bezig was met een andere film, werd besloten twee nieuwe acteurs te zoeken.